# Vila Ipojuca
Vila Ipojuca é um bairro do distrito da Lapa situado na região oeste da cidade de São Paulo.
Devido a explosão demográfica que a Lapa paulistana experimentou desde as instalações das estradas de ferro São Paulo Railway, ou Santos-Jundiaí, e E.F. Sorocabana, a Lapa tornou-se um dos cenários da primeira onda de industrialização da cidade, razão pela qual recebeu migrantes de todas as partes do estado, do país e da Europa, sobretudo da região dos Bálcãs, fugidos das mazelas da [Primeira Guerra Mundial (1914-1918)]. Os primeiros loteamentos na Vila Ipojuca datam do início dos anos 1920, precisamente onde hoje está a rua Húngara. O bairro é composto por um conjunto de colinas e fundos de vale que perfazem a microbacia hidrográfica do Córrego do Mandí/Tiburtino, córrego conhecido tanto por Mandí como por Tiburtino. O nome Ipojuca foi dado pelo agrimensor que atuou nos loteamentos e arruamentos por lembrar sua terra natal, Ipojuca, no estado de Pernambuco. A etimologia da palavra ipojuca, do tupi-guarani, remonta a águas turvas. Certamente isso se deve aos abundantes corpos d´água, riachos e nascentes que proveram as primeiras famílias de água potável e límpida nas encostas do Espigão Central, sito à Cerro Corá. Contudo, já nos anos 1940, o aumento da população e consequente multiplicação de fossas comprometeram o abastecimento local que ensejou as primeiras reivindicações comunitárias junto ao poder público para a construção de sistema de saneamento e de caixa d´água. Não obstante, até meados dos anos 1950, famílias inteiras abasteciam-se diariamente na famosa Biquinha, situada na confluência das ruas Votupoca, Mota Pais e Francisco Alves. Assim como a Vila Anastácio, a Vila Ipojuca teve presença marcante de imigrantes do Leste Europeu - em especial dos húngaros ou "hungareses" (sic)-,  como se autodenominavam, o que se pode constatar ainda pelos nomes de logradouros ainda presentes Húngara, Dnieper, Praça Tcheco, Croata, Rumaica; bem como pelos nomes antigos de outros, como: Avenida dos Bálcãs (atual Avenida Ricardo Medina Filho), rua Sérvia (atual Camburiú) e Lituânia (atual Ibiquara).
Em face da verticalização indiscriminada e sem qualquer estudo prévio de impactos de vizinhança, poluição atmosférica por particulada por escapamentos de automóveis e poluição sonora, além de comprometimento dos regimes de Sol e vento, vizinhos enraizados mobilizam-se no sentido de preservar a identidade e os patrimônios materiais edificados do bairro, tanto privados como público, como é o caso do antigo ponto de ônibus da Praça Coronel Cipriano de Moraes, considerado o mais antigo de toda a cidade de São Paulo. O ponto ou abrigo de passageiros é, sem dúvida, um dos símbolos da paisagem do bairro. Sua estrutura é de concreto com teto abaulado e seis pilares em V, projetado e construído em meados da década de 1950 pela Divisão de Engenharia e Obras da antiga Companhia Municipal de Transportes Coletivos (CMTC), que operava linhas de ônibus locais e gerenciou o sistema de transportes públicos da cidade até 1994. 